# Пукувер Будивид
Пукувер Будивид, Буйвид, (Путувер, Лютавор, лат. Putuwerus; ум. 1294—1295) — великий князь литовский, отец Витеня, Воина и, вероятно, Гедимина, брат Будикида. 
Родоначальник династии, позднее известной как Гедиминовичи.

## Достоверные сведения
Единственным надёжным источником, в котором упоминается Пукувер, является хроника Петра фон Дусбурга. В ней под 1291 годом он называется «литовским королём» (лат. Rex Lethoviae), отправившим войско своего сына Витеня в поход на польские земли. Готический шрифт, которым написана хроника, позволяет прочитать имя князя как Putuwerus или, что менее вероятно, Lutuwerus. Согласно Е. Охманському, Пукувер имел ещё сыновей — полоцкого князя Воина и киевского князя Фёдора.

## Предположения
В позднем источнике известном как Хроника Быховца о Витене упоминается, что он был «з именя держачого в Жомойти речоного Эйрагола», что может свидетельствовать о жемайтском происхождении Пукувера. Теодор Нарбут приводил легенду о морском пирате Лютаворе, основателе Эйраголы, получившем Полоцкое княжество после убийства Тройната в 1264 году. При этом Нарбут якобы использовал польскоязычную «Ровданскую рукопись», которую кроме него никто не видел.
Эдвардас Гудавичюс отмечает, что Бутвид был субмонархом при жизни своего брата Будикида.
Польский историк Юзеф Пузына предположил, что Пукувер может быть одним лицом с упомянутым в Ипатьевской летописи под 1289 годом Будикидом или, что более вероятно, его братом Будивидом.
Ежи Охманьский отмечал, что в «Задонщине» Ольгердовичи называют себя «внуками Гедиминовыми, правнуками Сколомендовыми» и на основании этого предположил, что отца Пукувера звали Сколоменд. По мнению Стивена Роуэлла, Сколоменд мог быть и тестем Гедимина.
Михаил Грушевский считал его сыном или  племянником или родственником Войшелка (укр.). Возможно, тождественен Бутовиту, из Галицко-Волынской летописи. Передал Мстиславу Даниловичу Волковыск.
Допускают также, что Будикид мог быть сыном Довмонта, в таком случае, Будивид также мог бы быть его сыном. Однако историки считают связь Довмонта с Гедиминовичами маловероятной.